# قدیر توپ‌باش
قدیر توپ‌باش (۸ ژانویه ۱۹۴۵ - ۱۳ فوریه ۲۰۲۱) معمار، تاجر و سیاستمدار اهل ترکیه بود که از سال ۲۰۰۴ تا ۲۰۱۷ به عنوان شهردار استانبول خدمت کرد.

## زندگی‌نامه
او در ۸ ژانویه ۱۹۴۵ در روستای آلتوپارماک از توابع شهرستان یوسف‌علی در استان آرتوین متولد شد.  قدیر توپ‌باش در سال ۱۹۴۶ به همراه خانواده‌اش به استانبول نقل مکان کرد.  او پس از تحصیل در رشته الهیات در دانشگاه مرمره در ۱۹۷۲ و معماری در دانشگاه معمار سینان در ۱۹۷۴، مدرک دکترای خود را در رشته تاریخ معماری از دانشگاه استانبول دریافت کرد  پس از کار به عنوان واعظ در ادیرنه، معلم و معمار آزاد در استانبول، بین سال‌های ۱۹۹۴ تا ۱۹۹۸ به عنوان مشاور شهردار وقت استانبول رجب طیب اردوغان، در زمینه مرمت و دکوراسیون کاخ‌ها و سایر بناهای تاریخی استانبول خدمت کرد. 

## سیاست
توپ‌باش به عنوان عضو حزب مذهبی سلامت ملی (به ترکی Milli Selamet Partisi (MSP)) وارد سیاست شد. او دو بار در مجلس خود را نامزد معاون استاندار آرتوین کرد (۱۹۷۷ از حزب سلامت ملی و ۱۹۸۷ از حزب رفاه) که هر دو با شکست همراه بود. در ۱۹۹۹، او از حزب فضیلت، به عنوان شهردار منطقه بی‌اوغلو استانبول برگزیده شد. در انتخابات منطقه‌ای ۲۰۰۴، توپ‌باش به عنوان عضو حزب عدالت و توسعه، نامزد شهرداری استانبول شد و در ۲۸ مارس ۲۰۰۴ برنده گشته و رسماً کارش را آغاز کرد. او دوباره در ۲۰۰۹ به شهرداری برگزیده شد و رقیبش کمال قلیچ‌داراوغلو را شکست داد.
زمان اعتراضات پارک گزی در میانه ۲۰۱۳، او تاکید داشت که مسئولیت تغییرات بنیادی در منطقه پارک گزی، نه با شهرداری تحت فرمان او، بلکه با شخص اردوغان است. او تلاش کرد که گفتگویی با معترضان داشته باشد، با این تاکید کرد «ما حتی یک ایستگاه اتوبوس را هم بدون نظر مردم جابجا نمی‌کنیم». او البته چند روز بعد حرفش را پس گرفت و گفت که حرف آخر را حزب عدالت و توسعه خواهد زد.
در پی کودتای ۲۰۱۶ ترکیه، داماد توپ‌باش به اتهام همکاری با فتح‌الله گولن دستگیر شد. همین موضوع باعث شد که او دیگر علاقه‌ای به حزبش نداشته باشد ولی همکاری‌اش را هم قطع نکرد. او در جایی گفت که دنبال کندن قبرهایی جداگانه برای سربازانیست که در کودتای نافرجام شرکت کردند و در سردر آن خواهند نوشت «گورستان خائن‌ها».
اواخر دوران مدیریتی توپ‌باش، او پنج طرح شهری حزب عدالت و توسعه را وتو کرد که البته همه آن طرح‌ها با فشار حزب اجرا شد. او در ۲۲ سپتامبر ۲۰۱۷ بدون ارائه دلیل سیاسی، از شهرداری استانبول استعفا کرد. مولود اویصال، شهردار منطقه باشاک‌شهر، توسط شورای شهر استانبول جایگزین او شد.

## پایان عمر و مرگ
او ازدواج کرده بود و دو پسر و یک دختر داشت. 
در نوامبر ۲۰۲۰ و در میانهٔ دنیاگیری کووید-۱۹، توپ‌باش بخاطر بیماری کووید ۱۹ بستری شد. در ۱۳ فوریه ۲۰۲۱، توپ‌باش بخاطر مشکلات ناشی از کووید ۱۹ درگذشت.

## یادواره
چندی پس از مرگ توپ‌باش، مرکز فرهنگی و همایش‌گاه اوراسیا (واقع در ینیکاپی، استانبول) به نام او گذاشته شد.

## جوایز
| روبان | نشان                      | کشور      | تاریخ           | مکان | یادداشت | منبع.       |
| ----- | ------------------------- | --------- | --------------- | ---- | ------- | ----------- |
|       | نشان شایستگی فرهنگی بگوان | کره جنوبی | ۱۲ سپتامبر ۲۰۱۳ | سئول |         | [ ۶ ] [ ۷ ] |